# 沃尔里
沃尔里（法語：Vaulry，法語發音：[volʁi]）是法国新阿基坦大区上维埃纳省的一个市镇，属于贝拉克区。

## 地理
沃尔里（46°1'21"N, 1°5'9"E）面积16.03 平方千米，位于法国新阿基坦大区上维埃纳省，该省份为法国中西部省份，北起顺时针与安德尔省、克勒兹省、科雷兹省、多爾多涅省、夏朗德省和维埃纳省接壤。
与沃尔里接壤的市镇（或旧市镇、城区）包括：贝尔讷伊、尚博雷、布隆、布勒约法、锡约。

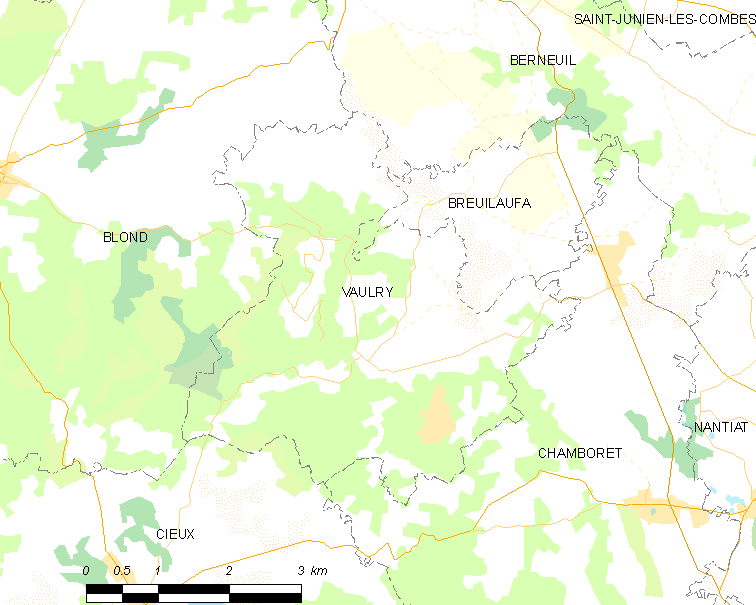
沃尔里的OSM定位图

沃尔里的时区为UTC+01:00、UTC+02:00（夏令时）。

## 行政
沃尔里的邮政编码为87140，INSEE市镇编码为87198。

## 政治
沃尔里所属的省级选区为贝拉克县。

## 人口

1962-2008年间沃尔里人口变化图示

沃尔里于2022年1月1日时的人口数量为397人。